# BAP De Los Heros (CM-23)
La corvette lance-missiles BAP De Los Heros (CM-23)  est la troisième unité des six corvettes de classe PR-72P construite à Villeneuve-la-Garenne par la Société Française de Construction Navale (SFCN) pour la marine péruvienne.

## Historique
Sa construction pour la marine péruvienne a été commandée aux chantiers navals de Lorient et construite par la Société française de construction navale (SFCN).
Le drapeau péruvien a été levé à bord de ce navire de guerre et mis en service dans la marine péruvienne le 17 novembre 1980, rejoignant immédiatement l' escadre péruvienne dans la mer de Grau et effectuant une série de tests durant son voyage vers le port d'El Callao.
Le nom de ce bateau est dû au second lieutenant Carlos de los Heros, héros de la Guerre du Pacifique (1879-1884), qui se sont battus à bord du monitor Huáscar , lors du second combat naval d'Antofagasta le 28 août 1879.
Dans le feu du combat, entre le Huáscar et les batteries des forts de terre, un tir provoqua la mort du sous-lieutenant. Répondant aux tirs du monitor péruvien, la batterie «Bellavista» a tiré un coup de canon de 300 livres allant en arrière du "Huáscar", tuant le sous-lieutenant Carlos De los Heros. La dernière partie du combat a été lancée par le monitor Huáscar, malgré la violence de des tirs : le sous-lieutenant Carlos de los Heros est mort et le marinGutiérrez a été blessé, le monitor a été endommagé des planches cassées. Du côté chilien, le fort nord "Bellavista" et la corvette Abtao ont été mis hors de combat. Miguel Grau Seminario a mis fin au combat et s'est retiré d'Antofagasta.

## Galerie

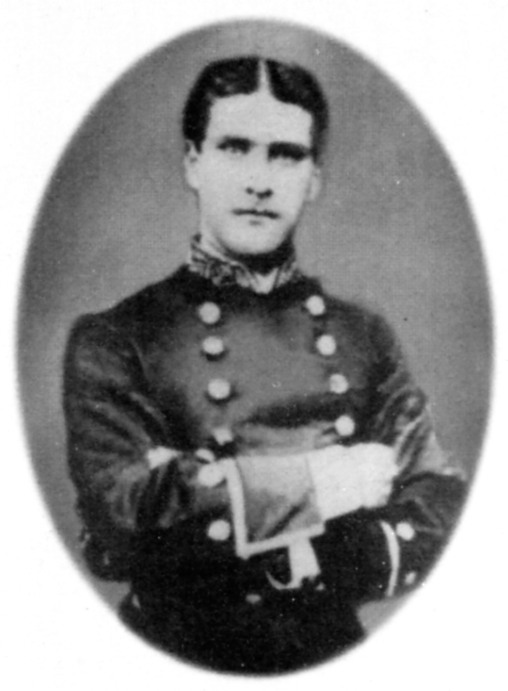
Carlos de los Heros
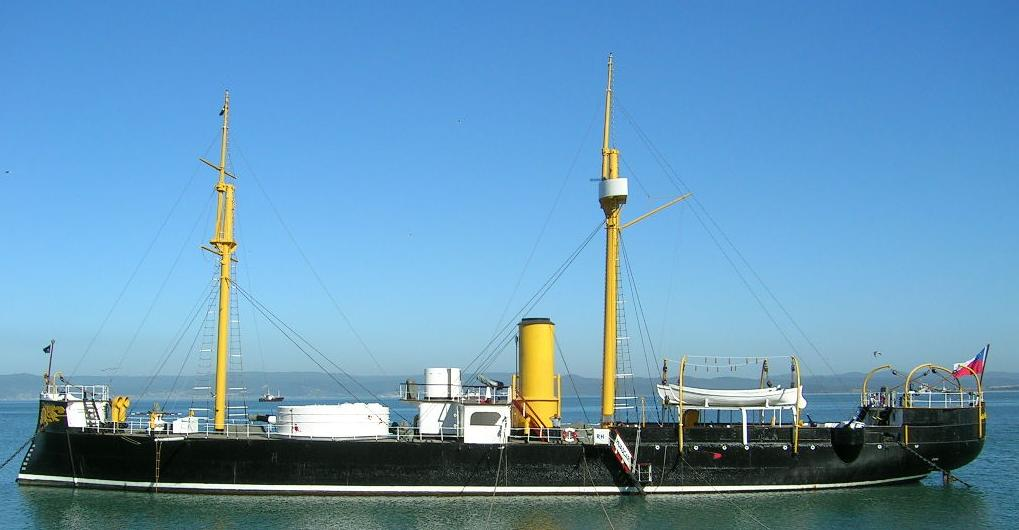
Monitor Huáscar
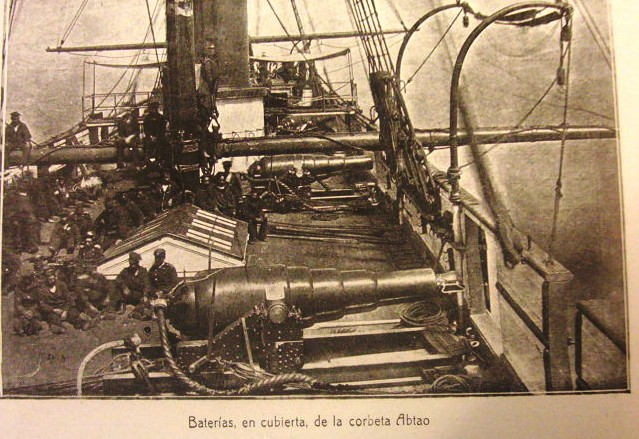
Batterie de la corvette Abtao